# Karl von Waldburg zu Zeil und Wurzach
Karl, Fürst von Waldburg-Zeil-Wurzach, vollständiger Name: Karl Maria Eberhard, Fürst von Waldburg zu Zeil und Wurzach, ab 1888 Karl, Freiherr von Wurzach (* 8. Dezember 1825 in Wurzach; † 6. März 1907 in Stuttgart) war von 1861 bis 1865 der dritte Fürst von Waldburg-Zeil-Wurzach. Er war Gutsbesitzer in den Königreichen Bayern und Württemberg und deutscher Standesherr. 

## Leben
Karl, bis 1861 Erbgraf, war der erstgeborene Sohn des Fürsten Leopold von Waldburg zu Zeil und Wurzach (1795–1861) und der Gräfin Maria Josepha Fugger von Babenhausen (1798–1831), Tochter des Fürsten Anselm Maria Fugger von Babenhausen. Er gehörte der römisch-katholischen Kirche an.
Von 1847 bis 1848 studierte er an der Eberhard Karls Universität Tübingen.
Im Jahre 1856 trat Erbgraf Karl als Stellvertreter seines Vaters in die Erste Kammer der Württembergischen Landstände ein. Nach dem Tod seines Vaters und der Übernahme des Fürstentitels gehörte er noch bis 1865 der Ersten Kammer an.
Von 1863 bis 1864 war er zudem Mitglied in der bayerischen Kammer der Reichsräte.

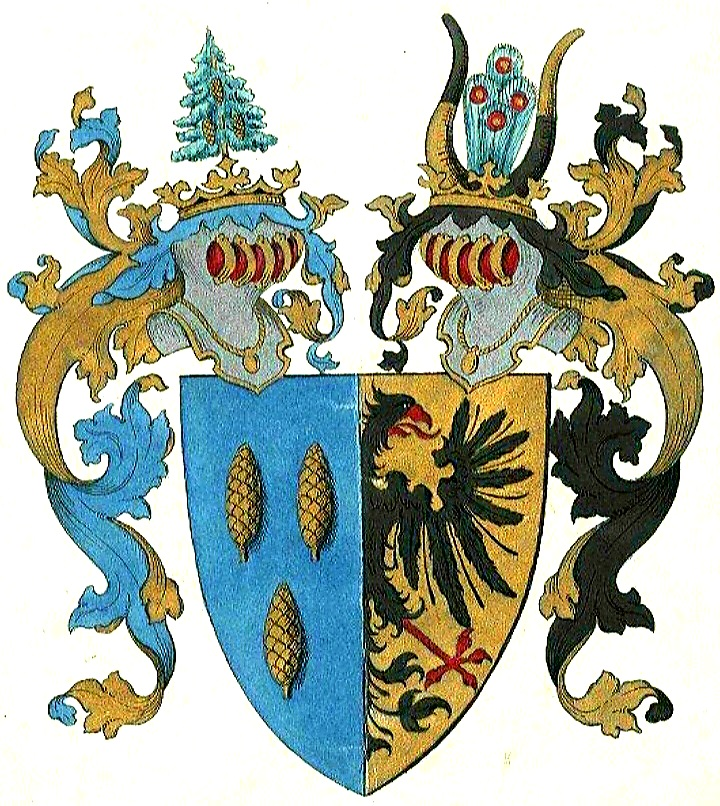
Das von Karl 1888 neu angenommene Wappen als erblicher Freiherr von Wurzach, mit Tannenzapfen (Stammwappen Tanne) und Adler

Fürst Karl verzichtete am 6. Februar 1865 auf seine Rechte als Standesherr und gab den Fürstentitel an seinen jüngeren Bruder Eberhard ab.

## Ehe und Nachkommen
Karl heiratete 1865 in morganatischer Ehe Marie Luise Laib (1839–1907), vormals Prostituierte in Stuttgart, Tochter des Tierarztes Karl Christian Laib aus Buchenbach. 
Karl von Waldburg-Zeil-Wurzach suchte 1865 bei König Karl von Württemberg um Verleihung der Freiherrenwürde (Freiin bzw. Freiherr von Marstetten, nach der Herrschaft Marstetten, die sich im Besitz des Hauses Waldburg-Zeil-Wurzach befand und von der heute noch die Burgruine Marstetten zeugt) für seine Frau und seine Kinder an.
Am 28. August 1888 nahm Karl von Waldburg mit Bewilligung des württembergischen Königs den Titel eines Freiherrn von Wurzach an. Er erklärte, dass er in Zukunft auf seinen Fürstentitel und die damit verbundene Zugehörigkeit zum hohen Adel verzichten und stattdessen den erblichen Titel, Namen und Wappen eines Freiherrn von Wurzach führen werde. Aus der Ehe mit Marie Luise gingen zwei Söhne und zwei Töchter hervor, wobei das erste Kind schon im Januar 1859, also vor der Ehe, geboren wurde, und auch das zweite kam vorehelich, 1863, zur Welt. In der Folge kam es mehrmals zu Konflikten zwischen der zivilen Familie des vormaligen Fürsten (Familie von Wurzach) und den hochadeligen Linien des Hauses Waldburg, weil Ehefrau und Kinder bei Nennungen im Staatsanzeiger und Zeitungen die Titel Fürstin und Graf im Namen hatten.